# Емілі Фіцрой
Емілі Фіцрой (англ. Emily Fitzroy; 24 травня 1860, Лондон — 3 березня 1954, Гардена, Каліфорнія) — англійська кіноактриса, яка згодом прийняла американське громадянство. Вперше зналася в кіно у 1915 році і продовжувала знматися до 1944 року, зигравши загалом більш ніж у 100 фільмах.

## Вирбана фільмографія
- 1920 — Нью-йоркська ідея / The New York Idea — Грейс Філлімора
- 1920 — Водоспад життя / Way Down East
- 1921 — З хору / Out of the Chorus — місіс Ван Бікмен
- 1924 — Таємниці / Secrets — місіс Марлоу
- 1924 — Її романтична ніч / Her Night of Romance — медсестра
- 1925 — Навчитися любити / Learning to Love — тітка Вірджинія
- 1926 — Барделіс Прекрасний / Bardelys the Magnificent — Віконтка де Леведен
- 1927 — Любов / Love — велика княгиня
- 1929 — Міст короля Людовика Святого / The Bridge of San Luis Rey — маркіза